# پیوه سانتو استفانو
پیوه سانتو استفانو (به ایتالیایی: Pieve Santo Stefano) یک کومونه در ایتالیا است که در استان آرتزو واقع شده‌است.

## خصوصیات
پیوه سانتو استفانو ۱۵۵٫۷ کیلومترمربع مساحت و ۳٬۲۴۹ نفر جمعیت دارد و ۴۳۱ متر بالاتر از سطح دریا واقع شده‌است.